# Мудингай, Габи
Габриэль «Габи» Мудингай (фр. Gabriel "Gaby" Mudingayi; 1 октября 1981, Киншаса, Заир) — бельгийский футболист конголезского происхождения, опорный полузащитник.

## Карьера
Габи Мудингай родился 1 октября 1981 года в Киншасе, ДР Конго. В юном возрасте переехал в Бельгию. Именно в Бельгии и началась его профессиональная футбольная карьера.
Свой первый контракт футболист заключил с бельгийским клубом «Юнион» в 1998 году. За четыре сезона в этом клубе игрок провёл 35 матчей и хорошо зарекомендовал себя, показав высокий уровень игры.
В 2000 году Габи перешёл в бельгийский «Гент», в котором за четыре года провёл 63 встречи.
В январе 2004 года Мудингай заключил контракт с итальянским «Торино». Игрок очень успешно провёл сезон-2004/05, сыграв в 34 матчах. Именно его блестящая игра помогла клубу вернуться в Серию А. Но из-за банкротства «Торино» Мудингай был вынужден покинуть клуб.
В августе 2005 года Габи подписал контракт с «Лацио». За период с 2005 по 2008 год игрок провёл 69 матчей и забил 1 мяч. Интерес к талантливому игроку начали проявлять ведущие клубы Европы, в том числе «Манчестер Юнайтед».
В июле 2008 года Мудингай заключил контракт на 4 года с итальянской «Болоньей», в составе которой провёл более 100 матчей. Хотя контракт с Габи был заключен до 2013 года, летом 2012-го он был отдан в аренду «Интернационале» с правом выкупа.
Габи Мудингай выбыл из строя до конца сезона. Габи получил травму ахиллова сухожилия во время матча 22-го тура итальянской Серию А против «Торино», который завершился вничью со счётом 2:2. Бельгийский хавбек прошёл медицинское обследование, на котором его диагноз и был подтверждён. Таким образом, футболист, арендованный у «Болоньи», выбыл из строя на шесть месяцев. Отметим, что из-за травмы колена в 2012 году Мудингай был вынужден пропустить около двух месяцев.
В 2012 году Мудингай был отдан в аренду в миланский «Интернационале». В 2013 году «Болонья» и «Интер» достигли соглашение о трансфере Габи Мудингая. Сумма трансфера составила 750 тысяч евро.

## Международная карьера
Габи Мудингай привлекался в сборную Бельгии с 2003 по 2009 год. Отыграл 17 матчей.